# Ловунн

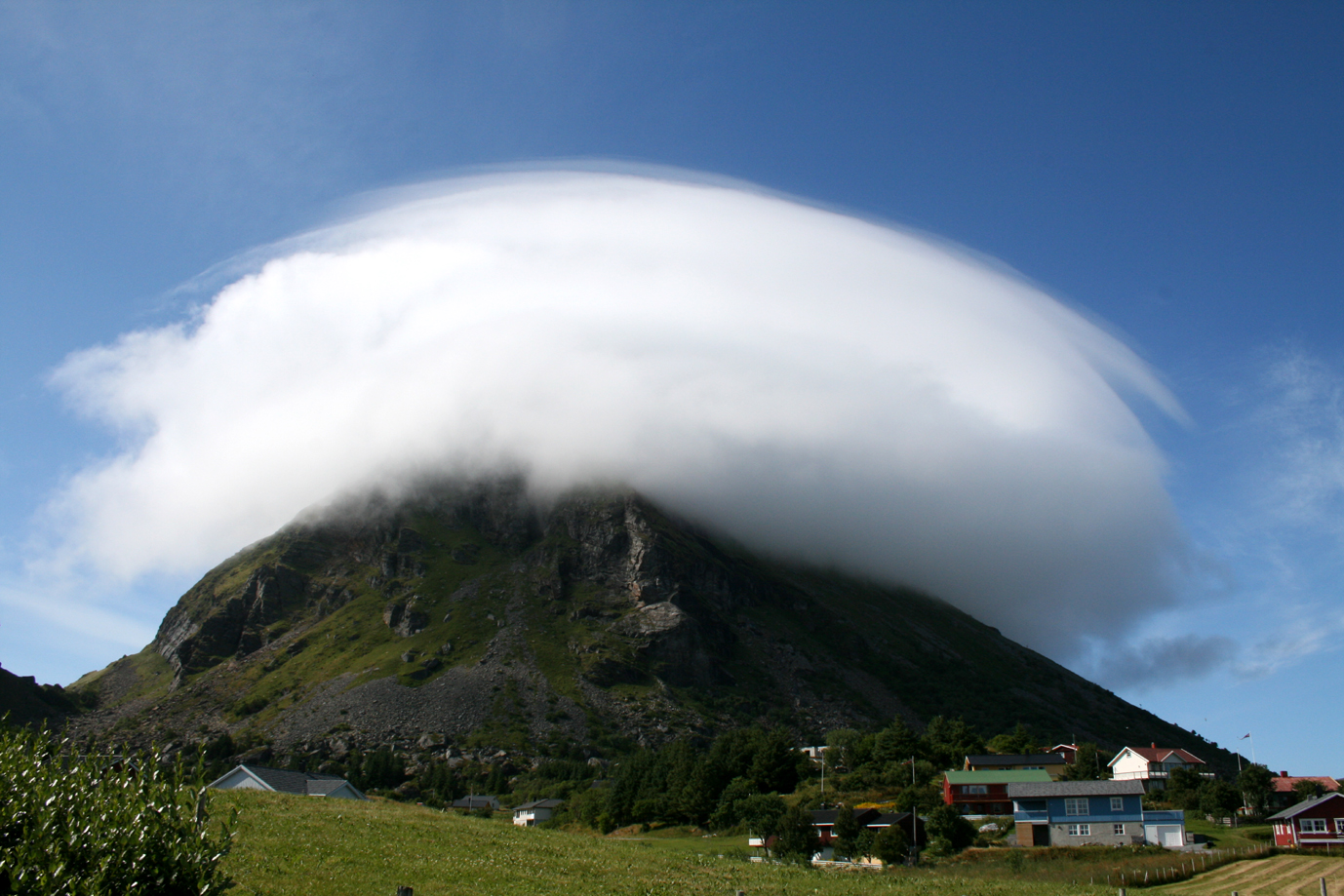
Деревня Ловунн

Ловунн (норв. Lovund) — деревня, расположенная на острове Ловунн в коммуне Лурёй в Норвегии.
Население составляет 364 жителя (июнь 2009).
На северном скалистом склоне острова проживают большие колонии тупиков.

## История
На острове встречаются следы населенности людьми, начиная с каменного века. В более поздних источниках есть упоминание поселения, относящееся к 1500 году. Основными продуктами питания островитян являлись рыба, яйца и продукты сельского хозяйства, развитого в небольшом масштабе. В 1860 году было зарегистрировано 2000 жителей. Начиная с 1950 года, на острове работают три завода по переработке рыбы. В 1972 году здесь была открыта первая ферма по выращиванию лосося.